# Sclerodactylidae
Sclerodactylidae — семейство иглокожих отряда Dendrochirotida из класса голотурий (Holothuroidea), морских беспозвоночных с удлинёнными телами, жёсткой кожей и щупальцами.
Для членов семейства характерно сложное кольцо известковых косточек, на переднем конце тела. Они могут иметь или не иметь форму короткой трубки, но совершенно не похожи на длинные трубки, встречающиеся у листоносных голотурий. У них от 10 до 20 щупалец.
Всемирный регистр морских видов признает следующие роды:
- Afrocucumis Deichmann, 1944
- Apentamera Deichmann, 1941
- Athyone Deichmann, 1941
- Cladolabes Brandt, 1835
- Clarkiella Heding in Heding & Panning, 1954
- Coronatum Martins & Souto in Martins, Souto & Menegola, 2012
- Deichmannia Cherbonnier, 1958
- Engeliella Cherbonnier, 1968
- Eupentacta Deichmann, 1938
- Euthyonidiella Heding & Panning, 1954
- Globosita Cherbonnier, 1958
- Havelockia Pearson, 1903
- Neopentamera Deichmann, 1941
- Neothyone Deichmann, 1941
- Ohshimella Heding & Panning, 1954
- Pachythyone Deichmann, 1941
- Pseudothyone Panning, 1949
- Sclerodactyla Ayres, 1851
- Sclerothyone Thandar, 1989
- Temparena Thandar, 1989
- Thandarum Martinez & Brogger, 2012

- Afrocucumis africana
- Ohshimella ehrenbergii
- Pseudothyone belli
- Sclerodactyla briareus